# Фазани
Фазаните (Phasianus) са род птици от семейство Фазанови, разред Кокошоподобни. В дивечовъдството и лова в България под „фазан“ най-често се има предвид аклиматизираният специално за тези цели и срещащ се в диво състояние колхидски фазан.
Фазаните се характеризират със силен полов диморфизъм, перата на мъжките са оцветени в ярки цветове, някои видове имат богато кръвоснабдени области по главата, обикновено са по-големи и имат по-дълги опашки. Мъжките вземат участие в грижите за малките. Фазаните обикновено ядат семена и насекоми.
Най-широко разпространен е обикновеният фазан колхидски фазан. Освен в диво състояние той бива отглеждан и във ферми със стопанска цел. Други видове се отглеждат във волиери като декоративни животни, например златният фазан (Chrysolophus pictus).

## Фосилна летопис
От късномиоценското находище край с. Горна Сушица (Благоевградска област) е описан първият в Европа същински изкопаем фазан - Phasianus bulgaricus (български фазан) въз основа на намерена кост от крилото.

## Видове
- Phasianus colchicus – Колхидски фазан
- Phasianus versicolor